# Angkorvat
Angkorvat (nyugaton: Angkor Wat) a legjelentősebb templomegyüttes Angkorban, Kambodzsa északnyugati részén, 240 km-re Phnompentől, a Tonle Sap-tó közelében. II. Szurjavarman (Napisten által védett)[forrás?] király uralkodása (1113–1150) alatt épült Ázsia legnagyobb vallási épületkomplexuma 50 000 munkás, 5000 szobrász és kőfaragó harminc évi munkájával. Angkorvat a khmer kultúra, művészetek aranykorának minden kincsében bővelkedik. Ma is működő vallási központ, fontos szerepet tölt be mind a hinduk, mind a buddhisták körében. A templom Kambodzsa jelképévé vált – megjelenik a nemzeti zászlón és címeren, és ez az ország fő turistalátványossága.

## Története

### 11–15. század – Khmer Királyság

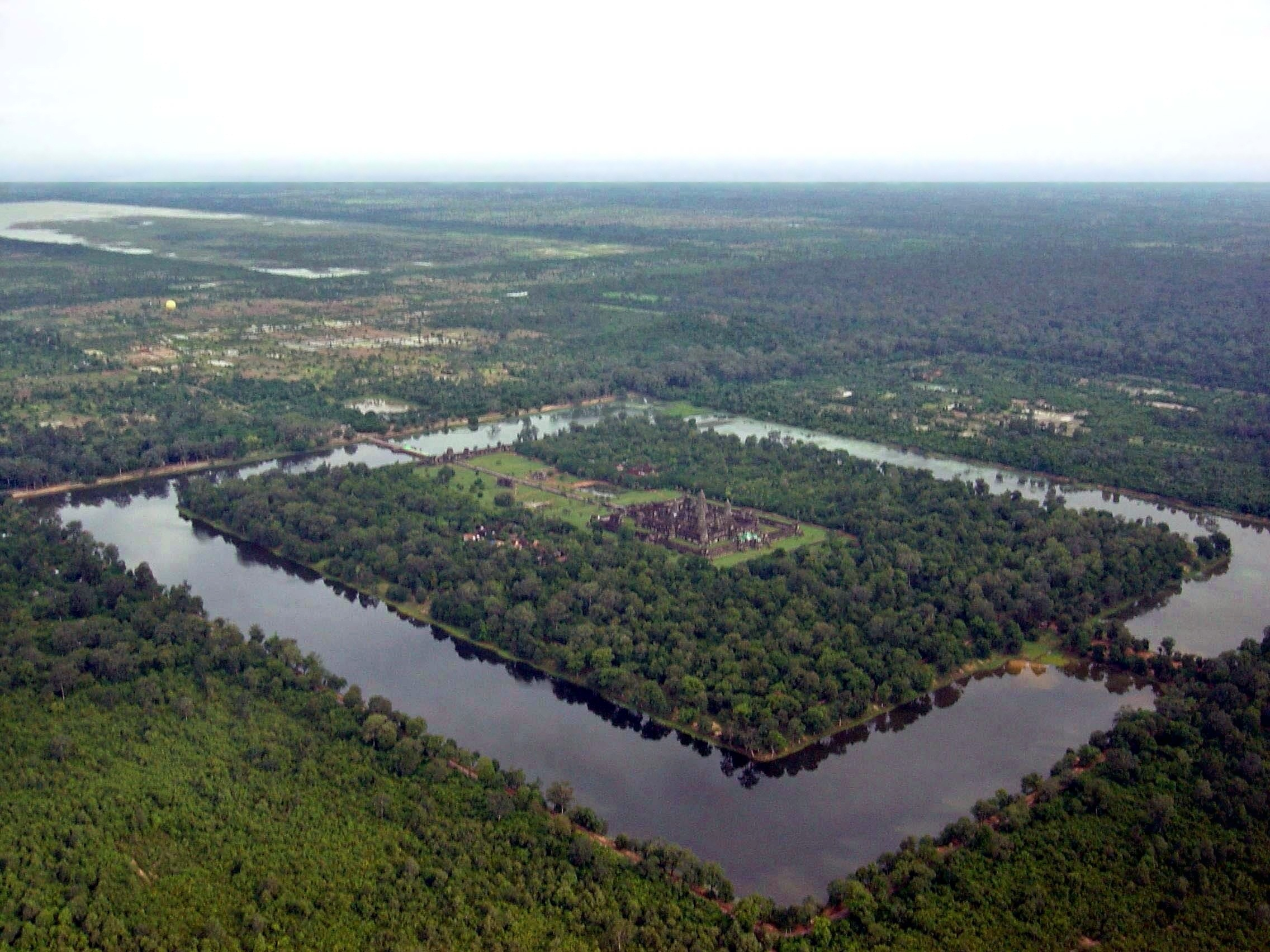
Angkorvat madártávlatból

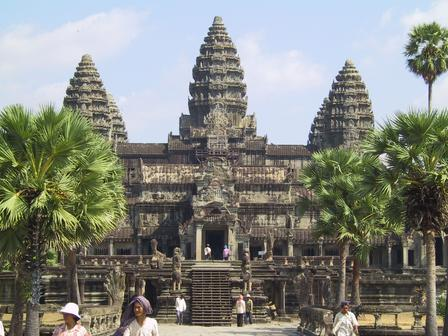
A központi szentélyhez vezető bejárat

A 11. század során I. Jaszovarman király a Sziemreap folyó elterelésével bonyolult, sakktáblaszerű vízvezetékrendszert és nagy víztározó medencéket építtetett. A csatornák lehetővé tették a rizsföldek öntözését az év hat aszályos hónapjában is. Így a parasztok évente háromszor arattak. Az eredményes mezőgazdaság és az élelmiszer-felesleg felhalmozódása a Khmer Királyságot gazdag birodalommá tette. Olyannyira, hogy a királyság a Kínai Császárság mellett Ázsia második legerősebb állama lett, és a királyok nagyszabású városok és templomok építésébe kezdtek.
A khmer uralkodók istenkirálynak tekintették magukat. Mindegyikük egy-egy óriási templomot építtetett magának, amelyet az őt és országát védelmező istennek szentelt, akivel halála után egyesülni kívánt. II. Szurjavarmant az a hinduizmusban gyökerező hit vezérelte Angkorvat megépítésében, hogy majd halála után Visnu istenhez térhet meg. Angkorvat minden külső és belső építménye a hindu vallás szimbólumaira utal – a templom a földi és az égi világ közötti kapcsolatot testesíti meg. A négy világtáj felé tájolt teraszos felépítésű, gúla alakú „templomhegy” – a Meru-hegy (a Himalája) – az Univerzum középpontja, és a megvilágosodás felé vezető út szimbóluma.
Az Angkorvat, amely valószínűleg minden idők legnagyobb vallási célú épülete, a XII. század elején épült. Ugyanabból az időből származik, mint Európa nagy gótikus katedrálisai. Angkor neve azt jelenti: „főváros”, a Vat jelentése pedig a khmer és thai nyelvekben: „templom”.
A csodálatos gonddal épített és díszített templom II. Szurjavarman halála után hamar romlásnak indult: mind a természet, mind az emberi rombolás nyomait megtalálhatjuk rajta. A 12. század végén, 1177-ben Angkort megszállták és megrongálták a khmerek ősellenségei, a vietnámi csamok. VII. Dzsajavarman (1181–1219) uralkodása idején, a birodalom újjáépítése során a fővárost néhány kilométerrel északabbra, Angkorthomba helyezték át. Ekkor következett be a buddhizmusra való áttérés. A 14. századtól napjainkig a templom buddhista szentélyként működik. Később a 15. század során a sziámi betörések és fosztogatások rongálták, majd 1431-ben bekövetkezett Angkor eleste, amely nemcsak Angkorvat, hanem az egész régió hanyatlását és elnéptelenedését hozta. Bár a 16. században jórészt kiüresedett, teljesen sosem volt elhagyatott. Abban az időszakban Prah Pisnulok-ként ismerték.

### 16–19. század – Európa rácsodálkozása a khmer művészetre

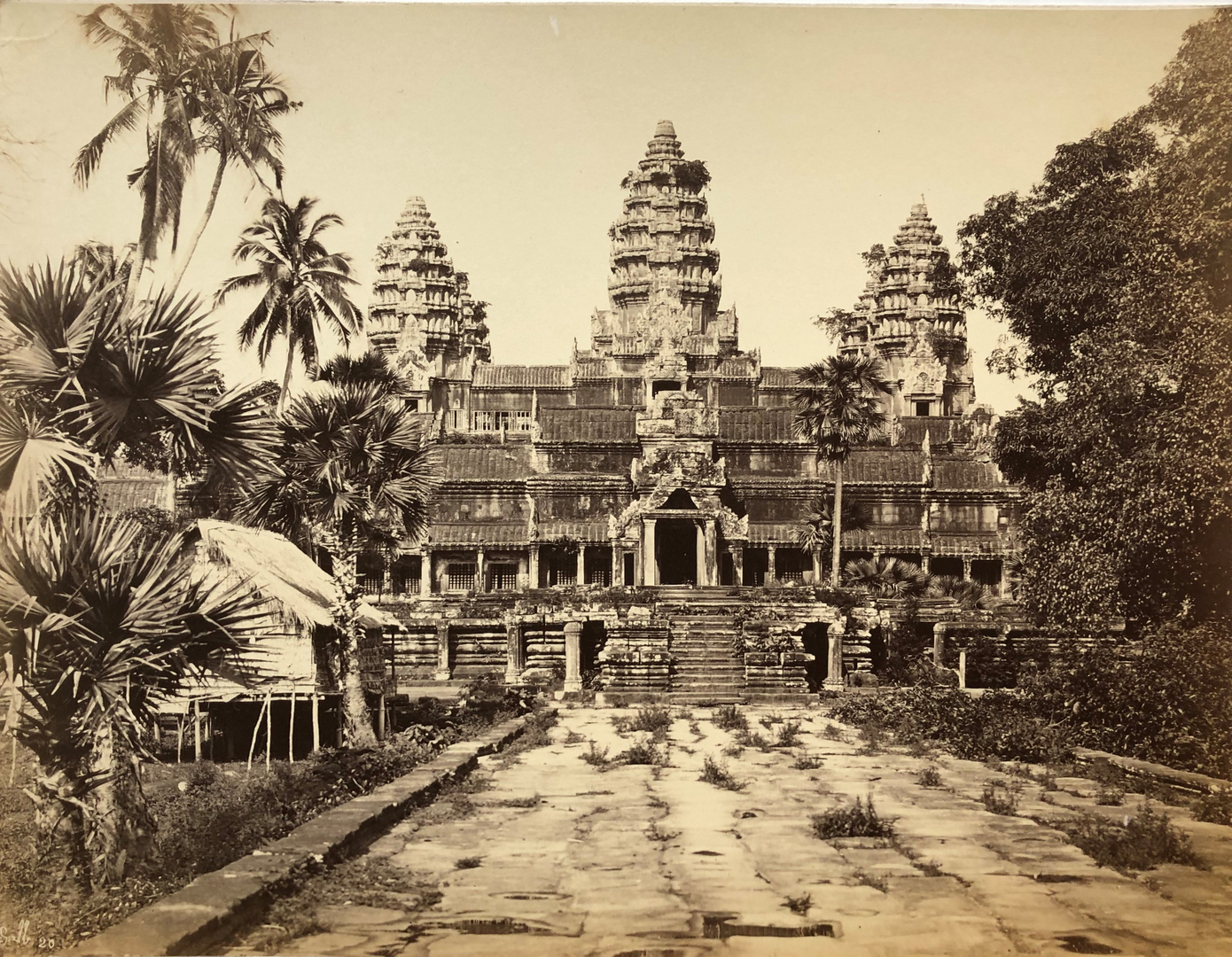
Emile Gsell francia fotográfus 1866-ban készült felvétele

Az 1586-ban ide látogató Antonio da Magdalena portugál misszionárius-szerzetes Angkorvat első európai látogatói közé tartozott. 1850-ben egy másik misszionárius, a francia Charles-Émile Bouillevaux az őserdő közepén rátalált Angkor néhány templomára, és rövid leírást adott róluk. Nyolc évvel később honfitársa, Henri Mouhot – aki természettudósként lepkéket gyűjtött – szintén romokba botlott, és az ő 1868-ban posztumusz publikált rajzaiból derült ki, mit is rejt a kambodzsai őserdő. (Mouhot, a templom keletkezését helytelenül a Római Birodalom idejére datálta.) A szenzációs felfedezés hatására Louis Delaporte megszervezte az első tudományos expedíciót, amelyről templomrajzokkal, a domborművek viaszlenyomataival, és szobrokkal tért vissza, továbbá megjelentetett egy metszetekkel gazdagon illusztrált tanulmányt is. Az 1878-as párizsi világkiállítás tovább növelte az érdeklődést a khmer kultúra iránt, de a város és Angkorvat akkor vált igazán híressé, amikor Pierre Loti kambodzsai utazását követően megírta Un pelerine d’Angkor című könyvét, és August Rodin, a nagy szobrász 1914-ben rajzsorozatot készített a templomot díszítő apszarákról – a királyi táncosnőkről. A mitológiai apszarák utódainak tekinthető táncosnők a khmer vallási ünnepeken, pompás öltözékben táncoltak. A kambodzsai Királyi Balett tagjai mind a mai napig ilyen jelmezeket hordanak.

### A 20. századtól napjainkig – Angkorvat megóvása

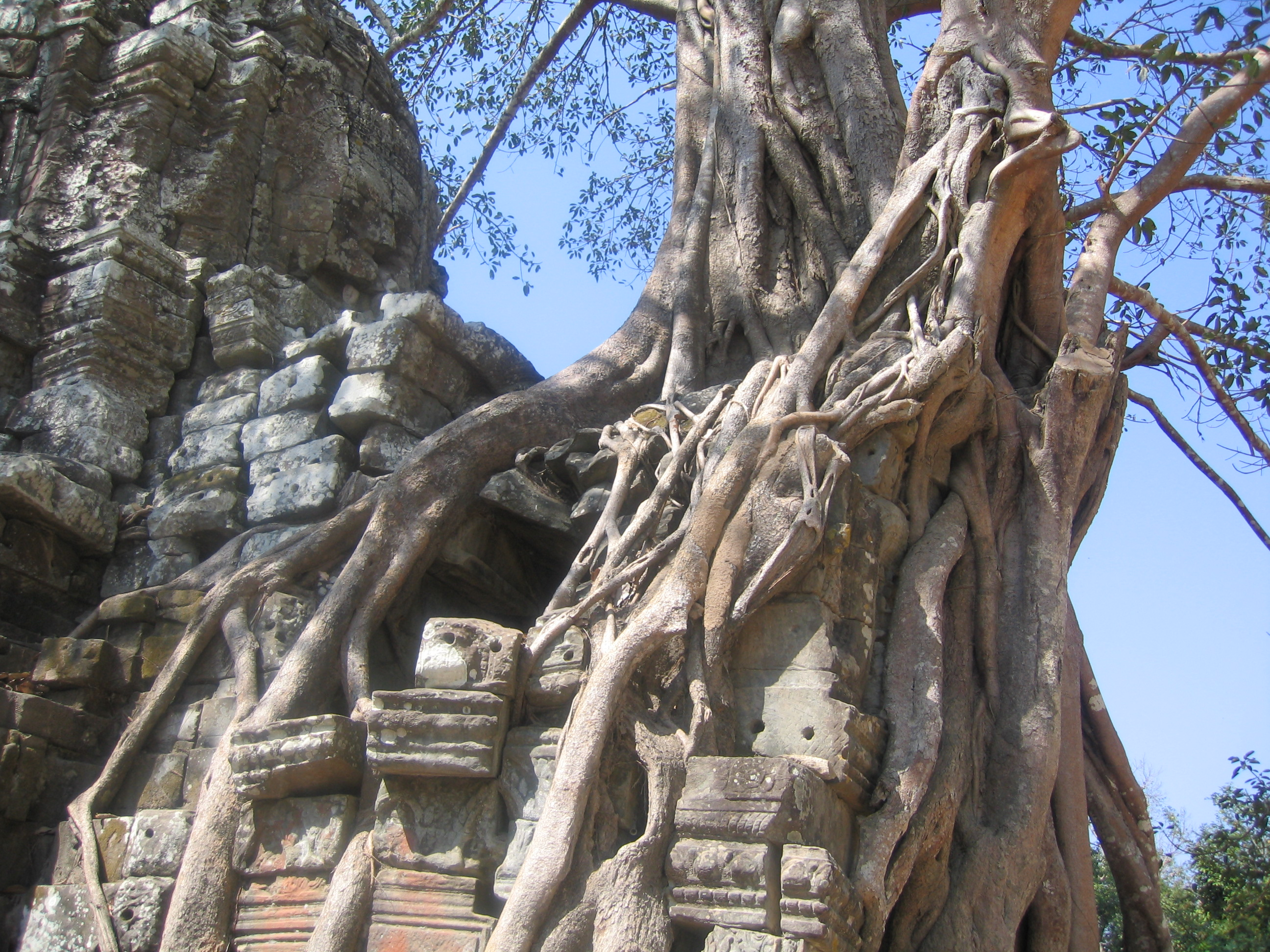
A növények nyújtózkodó gyökerei még ma is benövik és elpusztítják a templomok egy részét

A 20. században a templomot fel kellett újítani, főleg a mindent elborító növényzet miatt. 1931-ben az École française d'Extrême-Orient (EFEO) régészei kezdték meg Angkorban a tematikus kutatásokat. A feltárási és restaurálási munkálatokat az 1970-es és 1980-as években a Vörös Khmerek hatalomra jutása és a polgárháború miatt felfüggesztették, de szerencsére ez idő alatt a templom csak kevés kárt szenvedett. A háborús periódus után 1986-ban az Archaeological Survey of India (ASI) régészei újra munkához láttak és megkezdték Angkorvat ma is tartó restaurálását. 1992 óta a templom, mint Angkor része világörökség.
Azóta az UNESCO és International Coordinating Committee (ICC) felügyelete alatt a kambodzsai Authority for the Protection and Management of Angkor and the Region of Siem Reap (APSARA) Intézet, az École française d'Extrême-Orient (EFEO), a Japanese Government Team for Safeguarding Angkor (JSA), az amerikai World Monuments Fund (WMF) és a német German Apsara Conservation Project (GACP) nemzetközi tudóscsoportjai dolgoznak Angkor megóvásáért.

## Építőművészet
Az épület csodálatosan megmunkált homokkőből épült, és néhány nem látható, belső épületelemhez lateritet alkalmaztak.(A laterit lépcső oldaltámasz) A munkálatokhoz szükséges homokkőtömböket a csatornákon szállították Angkorba. A tömbök megmunkálásánál fontos szempont volt, hogy az egymásra illesztés után tökéletesen egységesek legyenek, és az illesztések egyáltalán ne látszódjanak.
II. Szurjavarman király nagy székesegyházának méretei gigantikusak. A 82 hektáros szakrális területet övező kerítés oldalai 1025, illetve 800 méteresek; 5 és fél kilométer hosszú, 190 méter széles árok veszi körül. A vízzel teli árkok az ősóceánt, a falak pedig a földet és a hegyeket szimbolizálják. A két töltésen 14-14 kőlépcső (teljes hosszuk 158 km!) vezet a vízhez, ahol a hívők a rituális tisztálkodást végezték. 350 méter hosszú, kövezett, magasított út vezet a templomhoz. Három teraszát növekvő magasságú oszlopokkal alátámasztott fedett folyosók veszik körül.(A terasz oldal nyomását laterit fal védte.) Ezekről öt lótuszrügy formájú torony emelkedik a magasba. A legmagasabb torony, amely a Meru-hegyet jelképezi, 65 méteres. A Meru-hegy a hindu vallásban az univerzum szíve és az istenség (Angkorvat esetében Visnu) székhelye. A templom a „teljesség” szimbóluma, teraszai azok a szintek, amelyeken végighaladva az ember eljuthat a tudáshoz és a lélek újjászületéséhez, majd az istenek házához és a lingához, a világnak az istenné vált király fallikus szimbólumával jelölt középpontjához.

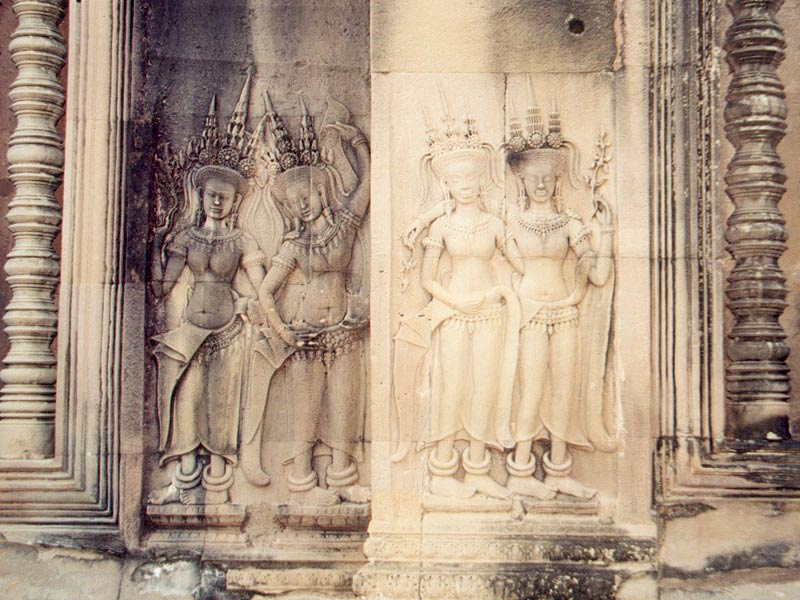
Apszarák

A tornyokat összekötő, két méter magas, 47 illetve 83 méter hosszú, árkádos folyosókat csodálatos domborművek borítják. Ezek a fontos személyiségeket és csatákat, eposzi és udvari jeleneteket ábrázoló műalkotások a khmer nép történetét beszélik el. A remekmű legkiemelkedőbb része a Tenger köpülése címen ismert dombormű, amelyen azt láthatjuk, hogy 88 istenség és 92 szövetséges démon Visnu segítségével az ősóceánból elkészíti az amirát, a halhatatlanság italát. Körülöttük bájos nőalakok: fedetlen keblű égi táncosnők (apszarák) és isteni nimfák (dévaták), akik gyönyörrel árasztják el a paradicsombeli kiválasztottakat. Az egész kompozícióra a formai tökéletesség, a tömegek és a fény-árnyék hatások finom játéka jellemző. Mintha az egész épületegyüttes nem csupán a szent hegy ideális modellje kívánna lenni, hanem az egész univerzumé és annak csillagászati ciklusaié, a világról, az időről és a térről alkotott magasztos spiritualitású, globális vízióba foglalva.
Angkorvat további érdekessége, hogy a korábbi templomoktól eltérően nem keleti, hanem nyugati tájolású. A templom főkapuja a tavaszi napéjegyenlőség napnyugtája felé néz, ami a mauzóleumokra jellemző.
Az 1296 nyarán a kínai császár megbízásából Angkorba látogató Csou Ta-kuan (Zhou Daguan) nagykövet rendkívül fontos, részletes feljegyzéseket készített a korabeli főváros életéről, melyek mindmáig a történelmi Angkor feltárásának alapvető forrásai. Az ő beszámolója szerint a néhai uralkodót Angkorvat központi tornyában temették el, és azt mint mauzóleumot említi.

## A templom nemzeti jelentősége

Kambodzsa zászlaja

Angkorvat rendkívül fontos nemzeti szimbólum, amely a néhai Khmer Birodalom és a mai kambodzsai nép összetartozását reprezentálja – nép nemzeti büszkeségének forrása. A templom képe számos állami jelképen megjelenik, így a kambodzsai zászlón, az állami címeren, bankjegyeken.

### Turizmus
Angkor – a khmer építészet és szobrászat különleges „templomvárosa” – ma Délkelet-Ázsia egyik legnagyobb turistalátványossága. Bár az első látogatók már az 1878-as párizsi világkiállítás után megérkeztek, a régió turisztikai fellendülése csak 120 évvel később indult meg. A politikai helyzet stabilizálódása után, az 1990-es évektől kezdve fokozatosan növekedett a Kambodzsába érkező külföldi látogatók száma. Ekkortól kezdve az állam a turizmus és turisztikai infrastruktúra tudatos kiépítésébe és fejlesztésébe kezdett. Napjainkban évente több millió külföldi keresi fel Angkor egzotikus templomait, és biztosak lehetünk benne, hogy egyikük sem mond le Angkorvat meglátogatásáról. A turisták mellett Angkorvat mindennapos látogatóinak a buddhista szerzetesek számítanak.

## Források

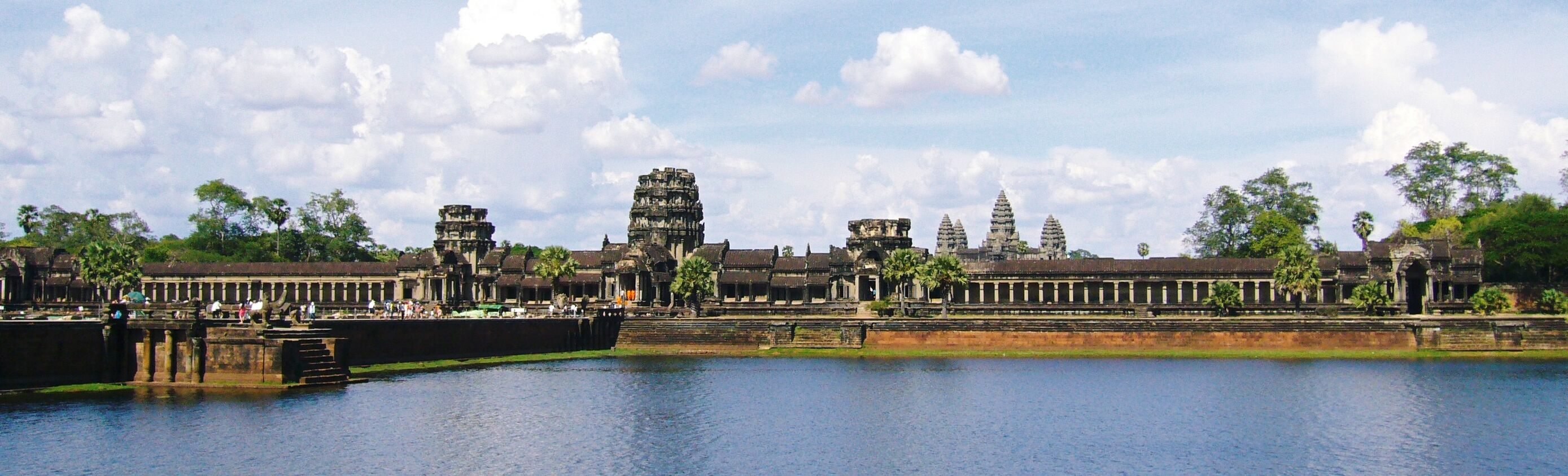
Angkorvat látképe a vizesárok partjáról